# Skabazac
Skabazac est un festival de musiques actuelles qui se déroulait chaque année au mois de juin dans le département de l'Aveyron. Fondé en 1999, il a eu lieu à Sébazac-Concourès jusqu'en 2005, puis à Onet-le-Château jusqu'à sa disparition en 2011.
C'était l'un des festivals les plus importants de la région, avec plus de 25 000 spectateurs chaque année. Organisées sur deux jours, les deux scènes recevaient 30 groupes d'origines musicales et géographiques très différentes. La programmation était très éclectique : rock, reggae, hip hop, électro, dub, drum, métal etc., avec des artistes locaux, nationaux et internationaux. 
Le prix du festival Skabajac était modéré (26€ à 29€ par soir, 47€ les deux soirs). Il était organisé grâce à une quinzaine de bénévoles à l'année et plus de 300 chaque soirée de festival. Cependant par manque de soutien financier, l'association organisatrice a été contrainte d'annuler l'édition 2011.

## Groupes ayant participé au festival

### Édition 2010

#### Vendredi 11 juin
- Grande Scène :
  - Hocus Pocus
  - Eiffel
  - Emir Kusturica and The No Smoking Orchestra
  - Les Allumés du Pouce
- Scène le Klub :
  - Molecule
  - Le Peuple de l'Herbe
  - Laurent Garnier live
  - Chase & Status live
  - Caspa & MC Rod Azlan
  - The Qemists Sound System
  - VJ Milosh

#### Samedi 12 juin
- Grande Scène :
  - Magi-K-Map
  - Lee Scratch Perry
  - Raggasonic
  - Cypress Hill
  - Ska-P
- Scène le Klub :
  - The Dynamites feat. Charles Walker
  - Féfé
  - Clipse
  - Foreign Beggars
  - Pulpalicious
  - VJ Milosh

### Édition 2009

#### Vendredi 12 juin
- Grande Scène :
  - Debout sur le zinc
  - Grands corps malade
  - Babylon Circus
  - Gojira
  - Sidilarsen
- Scène Le Klub :
  - The Gaslight Anthem
  - Less Than Jake
  - Soulfly
  - Tricky
  - Rusko
  - Beat Torrent
  - Dilemn

#### Samedi 13 juin
- Grande Scène :
  - ALborosie
  - Patrice
  - Ghinzu
  - Inspector Cluzo
  - Suicidal Tendencies
  - La rue kétanou
  - Talib Kwéli
- Scène Le Klub :
  - Lazarus Project
  - Dirty Jane
  - Second Sex
  - Ebony Bones
  - Juliette and The New Romantiques
  - Q Bert
  - DJ MUGGS vs GZA
  - Birdy Nam Nam
  - Fisherspooner
  - Autokratz

### Édition 2008

#### Vendredi 13 juin
- Grande Scène :
  - Massilia Sound System (France)
  - Têtes Raides (France)
  - Millencolin (Suède)
  - Psy4 de la rime (France)
  - Dirty Fonzy (France)
- Scène Le Klub :
  - Tektonik Chamber (Montauban, France)
  - Svinkels Live (France)
  - Ez3kiel (France)
  - Le Peuple de l’Herbe feat Sir Jean (France)
  - Roni Size Reprazent Live (Angleterre)
  - Skream (Angleterre)
  - Noisia & Mc Verse (Hollande - Angleterre)

#### Samedi 14 juin
- Grande Scène :
  - Sick Of It All (États-Unis)
  - CocoRosie (États-Unis)
  - Arno (Belgique) en remplacement d’Emir Kusturica & The No Smoking Orchestra
  - Tiken Jah Fakoly (Côte d’Ivoire)
  - Raekwon & Ghostface (États-Unis)
- Scène Le Klub : 
  - Calibre XII (Onet Le Château, France)
  - MP 1.2 (Rodez, France)
  - Dan Le Sac Vs Scroobius Pip (Angleterre)
  - Dizzee Rascal (Angleterre)
  - The Herbaliser (Angleterre)
  - Does It Offend You, Yeah ? Live (Angleterre)
  - David Carretta (France)
  - Digitalism Live (Allemagne)

### Édition 2007
Édition 2007 annulée pour cause d'intempéries.

### Édition 2006

#### Vendredi 2 juin 2006
- Grande Scène
  - Buck 65  (Canada)
  - dEUS (Belgique)
  - Louise Attaque (France)
  - Groundation (États-Unis)
- Chapiteau "Le Klub"
  - X Makeena (France)
  - Zion Train (UK)
  - Missill (France)
  - LE LUTIN - Tov/ Chronic/ Metaphor Recs (France) and MC VERSE - Crunch recs (UK)
  - DJ MARKY - Innerground  (Brasil) and STAMINA MC - Movement (UK)
  - Roni Size - Full Cycle/ Dope Dragon/ V Recs (UK) and DYNAMITE MC - Reprazent (UK)
  - ANDY C - Ram Recs (UK) and Mc GQ - Emcee recs (UK)
  - ZINC - Bingo (UK) and SP:MC - Emcee Recs (UK)
- Chapiteau "Agités"
  - In Delirium (France)
  - La Varda (France)
  - LO'JO (France)
  - Tagada Jones (France)
  - Avida Dolls  (France)
  - Kaien (France)

#### Samedi 3 juin 2006
- Grande scène :
  - Seeed  (Allemagne)
  - Fun Lovin' Criminals (États-Unis)
  - Heavy Trash  (États-Unis)
  - Dionysos (France)
  - Saïan Supa Crew (France)
- Chapiteau Le Klub :
  - Puppetmastaz (Allemagne)
  - The Herbaliser - Ninja Tune (UK)
  - Birdy Nam Nam (France)
  - Modeselektor (live) - Bpitch Control (Allemagne)
  - T.Raumschmiere (live) - Shitkatapult/ Mute (Allemagne)
  - AUTOMAT  - Diplom / Karat / SoundsAround (France)
  - John Lord Fonda  (live) - Citizen  (France)
- Chapiteau Agités :
  - TKM (France)
  - Hushpuppies (France)
  - AqME (France)
  - Infadels  (UK)
  - Fishbone (États-Unis)
  - The Bellrays (États-Unis)
  - Asyl (France)

### Édition 2005
- Le peuple de l'herbe
- Ska-P
- Tiken Jah Fakoly
- Mass Hysteria
- High Tone
- Undergang
- TTC
- Dj Krush
- Zenzile
- DJ Vadim
- A.S. Dragon
- Hollywood Porn Stars
- La Phaze
- The Hacker
- Vitalic
- Interlope
- Brain Damage
- Wok
- Dimi Dero Inc.
- Carre Cube

### Édition 2004
- IAM
- Sergent Garcia
- Les Hurlements d'Léo
- Marcel et son orchestre
- Babylon Circus
- Enhancer
- Tokyo Sex Destruction
- Ruben Steiner Quartet
- Kaly Live Dub
- Clones, Junior Cony Meets Shanti D. & Mister Irie
- Bikini Machine *Agoria
- Dirty Fonzy
- Téléfax
- Simulacre

### Édition 2003

#### Vendredi 6 juin
- Scène 1 :
  - K2R Riddim
  - Tryo
  - Watcha
- Scène 2 :
  - Ez3kiel
  - Jamait
  - Kaophonic Tribu
  - Interlope

#### Samedi 7 juin
- Scène 1 :
  - Buju Banton
  - Lofofora
  - Patrice
  - Alif Sound System
- Scène 2 :
  - Stupeflip
  - François Hadji Lazaro
  - La Phaze
  - Jerry Spider Gang

### Édition 2002

#### Vendredi 7 juin
- Sergent Garcia
- Le Peuple de l'herbe
- Pleymo
- Sukoï Fever
- Le maximum kouette

#### Samedi 8 juin
- LKJ And The Dennis Bovell Dub Band
- Saïan Supa Crew
- Burning Heads
- La rue ketanou
- Improvisator Dub
- Watcha Clan

### Édition 2001

#### Vendredi 8 juin
- Massilia Sound System
- Les Wampas
- Kargol's
- Fouta

#### Samedi 9 juin
- Babylon Circus
- Macka B
- Freedom for king-kong
- Oneyed Jack

### Édition 2000

#### Samedi 10 juin
- Marcel et son orchestre
- Marousse
- Red Wings Mosquito Sting
- Stevo's Teen
- Les Bronzés font du Ska

### Édition 1999

#### Vendredi 11 juin
- La Ruda
- Les Ejectes
- Happybird